# Dov Hoz
Dov Hoz (hebrejsky: דב הוז;‎ 19. září 1894 – 29. prosince 1940) byl jeden z vůdců dělnického sionismu, patřící mezi zakladatele židovské podzemní vojenské organizace Hagana, a průkopník židovského letectví v Palestině. Stál rovněž u zrodu politické strany Achdut ha-avoda a odborového svazu Histadrut.

## Život
Narodil se ve městě Orša v carském Rusku (dnešní Bělorusko) a ve dvanácti letech spolu s rodinou přesídlil do Palestiny, která tehdy byla součástí Osmanské říše. Od roku 1909 byl součástí skupiny organizující strážní hlídky města Tel Aviv (společně s Ša'ulem Me'iruvem-Avigorem, Elijahu Golombem a Moše Šertokem). S Golombem a Šertokem rovněž studoval na telavivském gymnáziu Herzlija a později se Hoz a Golomb oženili s Šertokovými sestrami.

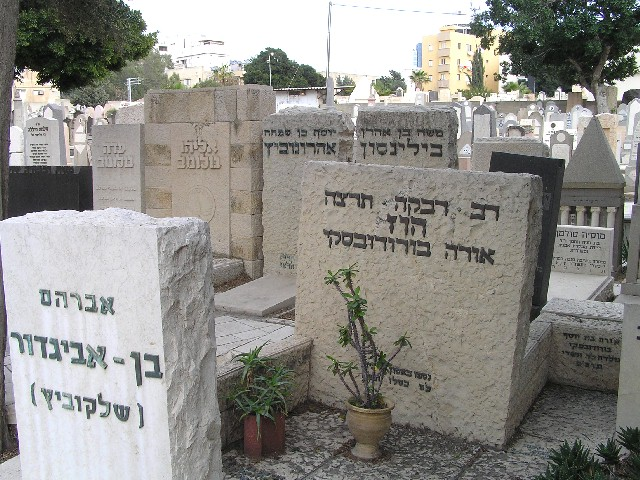
Hrob Hozovy rodiny na Trumpeldorově hřbitově

Po vypuknutí první světové války se dobrovolně přihlásil do osmanské armády. Pro opakovanou pomoc obraně židovských osad v Palestině byl však v nepřítomnosti vojenským soudem odsouzen k trestu smrti. Trestu se ale vyhnul útěkem na jih Palestiny, která již tou dobou byla ovládána Brity. Tam se přidal k Židovské legii, což byla sionistická armádní jednotka složená z dobrovolníků, která bojovala po boku britské armády za vyhnání Osmanské říše z Palestiny.
Po válce se stal jedním ze zakladatelů podzemní vojenské organizace Hagana, politické strany Achdut ha-avoda a odborových svazů Histadrut. Jako politik působil v městské radě Tel Avivu a od roku 1935 byl jeho místostarostou.
Zemřel v prosinci 1940 ve věku 46 let při automobilové nehodě, během cesty na jednání výkonné rady jeho letecké společnosti Aviron. Šlo o první židovské aerolinky v Palestině a zároveň krytí pro Šerut Avir, což byla letecká složka Hagany. Spolu s ním zahynula i jeho žena Rivka, dcera Tirca a obchodní partner Jicchak Ben Ja'akov. Je pohřben na Trumpeldorově hřbitově v Tel Avivu.
Na jeho počest nese jeho jméno letiště Sde Dov v Tel Avivu, zajišťující vnitrostátní lety, a kibuc Dorot v blízkosti Pásma Gazy. Jeho název je akronymem jmen členů Hozovy rodiny, kteří zahynuli při zmíněné dopravní nehodě (Dov, Rikva, Tirca).